# Partito Democratico Popolare dell'Uzbekistan
Il Partito Democratico Popolare dell'Uzbekistan (in uzbeco: Oʻzbekiston Xalq Demokratik Partiyasi - OʻzXDP) è un partito politico di orientamento socialdemocratico e nazional-liberale fondato in Uzbekistan nel 1991 da ciò che era rimase del Partito Comunista dell'Uzbekistan.

## Risultati elettorali
| Elezione             | Seggi    |
| -------------------- | -------- |
| Parlamentari 1994-95 | 69 / 250 |
| Parlamentari 1999    | 49 / 250 |
| Parlamentari 2004-05 | 28 / 120 |
| Parlamentari 2009-10 | 32 / 135 |
| Parlamentari 2014-15 | 27 / 150 |
| Parlamentari 2019-20 | 22 / 150 |

| Elezione           | Candidato          | Voti      | %    | Esito         |
| ------------------ | ------------------ | --------- | ---- | ------------- |
| Presidenziali 2000 | Abdulhafiz Jalolov | 505.161   | 4,34 | ❌ Non eletto |
| Presidenziali 2007 | Asliddin Rustamov  | 468.064   | 3,27 | ❌ Non eletto |
| Presidenziali 2015 | Khatamjan Ketmanov | 552.309   | 2,92 | ❌ Non eletto |
| Presidenziali 2016 | Khatamjan Ketmanov | 669.187   | 3,73 | ❌ Non eletto |
| Presidenziali 2021 | Maqsuda Vorisova   | 1.075.016 | 6,65 | ❌ Non eletto |